# PM Gati Shakti
O PM Gati Shakti, também conhecido como Plano Diretor Nacional para Conectividade Multimodal (IAST Pradhānmantrī Gatī Shaktī ) é um megaprojeto indiano no valor de 1,2 trilhão de dólares dos Estados Unidos para fornecer vantagem competitiva para a fabricação na Índia. 

## História
Em 15 de agosto de 2021, Narendra Modi, primeiro-ministro da Índia, anunciou este projeto para impulsionar o crescimento econômico indiano.   O plano foi lançado em 13 de outubro de 2021 para fornecer infraestrutura de conectividade multimodal a todas as zonas econômicas da Índia e aprovado em 21 de outubro de 2021 pelo Comitê de Assuntos Econômicos do Gabinete. 

## Objetivos do Projeto
O plano visa reunir todos os ministérios e departamentos relevantes do governo da Índia e criar uma plataforma digital    para um planejamento de projetos mais holístico e integrado.  Por exemplo, ele irá interconectar os ministérios Indian Roadways, Indian Railways, Indian Airways e Indian Waterways para facilitar a movimentação de mercadorias.  Também permitirá transparência no monitoramento dos projetos atuais e fornecerá informações sobre os próximos projetos de conectividade para a comunidade.  Os principais objetivos do plano são alcançar uma economia de 5 trilhões de dólares e um aumento para 20 trilhões de dólares até 2040.   Como parte desse plano, a Indian Railway também desenvolverá 400 novos Vande Bharat Express em 3 anos.  Este plano também adicionará força a 196 projetos de lacunas de infraestrutura crítica    dos quais 22 projetos de infraestrutura foram inicialmente aprovados.  A Indian Railways também reformará 200 terminais ferroviários na Índia com instalações modernas  e construirá adicionalmente 300 novos terminais nos próximos cinco anos. 